# 蘇黎世條約
《蘇黎世條約》是奧地利、法國及薩丁尼亞於1859年11月10日所簽定之條約。法、奧、薩三國在此條約中，再次確認1859年法奧戰爭後，法奧兩國所簽署《維拉弗蘭卡停戰協定》中有關停戰之條款。此外，在條約中，奧地利割讓予法國的倫巴第亦轉讓給薩丁尼亞。

## 外部連結
- 世界政治史年表